# Dara, Syrien

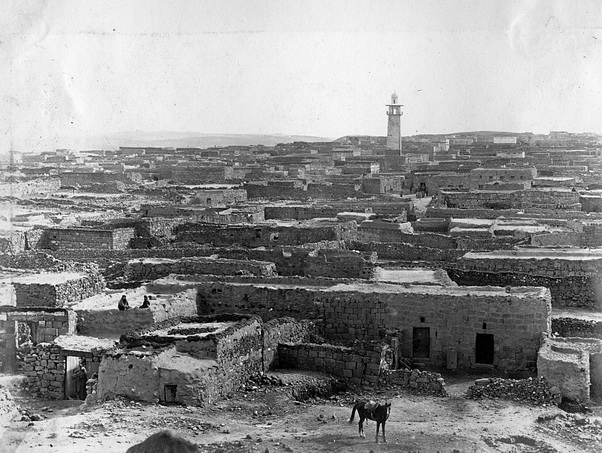
Dar'a, 1917.

Dara (arabiska: دَرْعَا) är en stad i södra Syrien. Den är administrativ huvudort för provinsen Dara och hade 97 969 invånare vid folkräkningen 2004.